# Mastite luetica
Per  mastite luetica in campo medico, si intende un interessamento della sifilide della mammella. La patologia è divisa in tre stadi ed in ognuno di essi la malattia si può manifestare.

## Sintomatologia
I sintomi e i segni clinici cambiano a seconda dello stadio in cui la malattia si trova. Nella prima si manifesta una semplice ulcerazione mentre nella forma più diffusa soprattutto nella ghiandola mammaria, la terza, si riscontra la presenza di un nodulo duro. Per tale caratteristica servono esami per differenziarla dal carcinoma. La mastite luetica non comporta alcun dolore.

## Terapia
Il trattamento è a base di chemioterapia